# Lastotchkyne
Lastotchkyne (ukrainien : Ласточкине) ou Lastotchkino (russe : Ласточкино, litt. « de l'hirondelle ») est un village de l'oblast de Donetsk situé à l'ouest d'Avdiïvka, dans l'est de l'Ukraine. Cette localité, avec une population d'environ 600 habitants avant l'invasion de l'Ukraine par la Russie, est conquise par les forces russes en 2024.

## Géographie
Le village est situé sur les étangs de la Durna (uk) (un affluent de la Vovtcha, le bassin du Dnipro), qui se trouve sur les pentes occidentales du Plateau du Donets, à une altitude de 180-190 m au-dessus du niveau de la mer.	
Le village est limitrophe de la périphérie ouest de l'usine chimique et cokerie d'Avdiïvka.

## Histoire
Jusqu'en 1975, il y avait de grands vergers sur le village. Son peuplement a fortement augmenté après la construction de la cokerie d'Avdiivka, construite au tournant des années 1950 et 1960. 
À la fin des années 70, le territoire de Lastotchkyne est devenu une partie du Sovkhoze de Spartak (en).
Le village a été gravement endommagé par les bombardements des forces russes lors de l'invasion de l'Ukraine. Situé sur la voie de ravitaillement d'Avdiïvka, situation s'est particulièrement aggravée en octobre 2023 en raison des bombardements d'artillerie et aérien quotidiens.
Le 24 février 2024, les analystes de DeepStateMap.Live signalent qu'après son évacuation par des unités de la 24e bataillon d'assaut « Aidar », le village de Lastotchkyne, est occupé par les russes et qu'ils exercent une pression croissante sur Sieverne et Orlivka (uk),. Après leur repli, les troupes ukrainiennes ont alors érigé des fortifications près des villages Lastotchkyne, Novobakhmutivka (uk) et Pervomaïske, et qu'elles ont réussi à repousser les attaques russes,.